# Letteratura norvegese
La letteratura norvegese è la letteratura composta in Norvegia o in lingua norvegese.
La storia della letteratura norvegese inizia con i poemi pagani dell'Edda poetica e la poesia scaldica del IX e X secolo e  con poeti come Bragi Boddason e Eyvindr skáldaspillir. 
L'arrivo del cristianesimo intorno all'anno 1000 ha portato la Norvegia a contatto con gli influssi letterari del Medioevo Europeo, attraverso le opere degli agiografi e degli storici. Dagli influssi islandesi e con l'apporto della locale tradizione orale la letteratura norvegese inizia a fiorire tra il tardo XII secolo ed il XIII: le principali opere di quel periodo includono la Historia Norvegiæ (Storia della Norvegia), Þiðrekssaga (Saga di Teoderico) e Konungs skuggsjá (Lo specchio del re).
Il periodo che va dal XIV secolo fino al XIX è considerato un periodo oscuro nella letteratura della nazione, anche se alcuni scrittori norvegesi come Peder Claussøn Friis e Ludvig Holberg contribuirono alla letteratura dello stato sovranazionale, che era però  la Danimarca-Norvegia. Con l'avvento del nazionalismo e la lotta per l'indipendenza nei primi anni del XIX secolo iniziò a prendere vita un nuovo periodo di letteratura nazionale. Durante il periodo romantico si distinse la figura di Maurits Hansen, che introdusse il romanzo, come genere letterario in Norvegia e scrisse Mordet på Maskinbygger Rolfsen (L'assassinio del motorista Rolfsen) (1839), tra i primi generi polizieschi. Dal romanticismo nazionalista emersero quattro gradi figure: 
Henrik Ibsen, il padre della drammaturgia moderna,
Bjørnstjerne Bjørnson,fondatore del  giornale Illustrerte FolkBladet (Il Foglio Popolare Illustrato) e direttore del teatro di Oslo;
Alexander Kielland, e Jonas Lie. Se il drammaturgo Henrik Wergeland fu l'autore più influente nel periodo, le opere successive di Henrik Ibsen fecero guadagnare alla Norvegia un posto chiave nella letteratura europea occidentale.
Il Modernismo arriva in Norvegia attraverso i testi di Knut Hamsun, Premio Nobel per la letteratura, nel 1920, grazie al romanzo Il risveglio della terra (1917), e Sigbjørn Obstfelder negli Anni Novanta dell'Ottocento. Negli Anni Trenta Emil Boyson, Gunnar Larsen, Haakon Bugge Mahrt, Rolf Stenersen e Edith Øberg furono gli autori norvegesi che maggiormente sperimentarono la prosa modernista. La letteratura nei primi anni dopo la seconda guerra mondiale fu caratterizzata da una lunga serie di rapporti documentali da parte di persone che erano state  in carcere ad opera dei nazisti o che avevano partecipato agli sforzi di resistenza durante l'occupazione. Nel XX secolo i più importanti scrittori norvegesi sono i due autori vincitori del Premio Nobel Knut Hamsun e Sigrid Undset.
Nell'ambito della letteratura per l'infanzia spicca invece  Anne-Catharina Vestly. Il periodo dopo il 1965 ha rappresentato una forte espansione del mercato per la narrativa norvegese e dagli Anni Settanta si è avuto una fase di politicizzazione e di impegno civile degli autori norvegesi. Gli Anni Ottanta sono stati definiti la "decade fantasy" nella letteratura norvegese. Nel corso del XXI secolo da ricordare, tra gli altri, Carl Frode Tiller, primo scrittore norvegese a vincere il Premio letterario dell'Unione europea, nel 2009, col romanzo  Innsirkling.